# Andrea della Robbia
Andrea della Robbia (Firence, 20. oktober 1435 – 4. avgust 1525) je bil italijanski renesančni kipar in keramik.

## Življenjepis
Robbia, rojen v Firencah , je bil sin Marca delle Robbia, katerega brat Luca della Robbia je populariziral uporabo glazirane terakote kot kiparski material. Andrea je postal Lucov učenec in je bil najpomembnejši umetnik keramične glazure tistega časa.
Izdelavo glaziranih reliefov je nadaljeval v veliko večjem obsegu, kot stric kadar koli; njegovo uporabo je razširil tudi v različni arhitekturni rabi, kot so frizi in na izdelavo lavabojev, vodnjakov in velikih retablov. V svoje delo z glazuro je uvedel posebne metode. Včasih je izpustil glazuro na obrazu in rokah svojih figur, zlasti v primerih, ko je z glavami ravnal realistično; kot na primer v timpanonskem reliefu Srečanje sv. Dominika in sv. Frančiška v loži firenške bolnišnice San Paolo, ki ga je navdihnila freska  Fra Angelica v samostanu sv. Marka.
Eno najpomembnejših del Andrea della Robbie je serija medaljonov z reliefi otroka Jezusa v belem na modri podlagi, postavljenem na pročelju otroške bolnišnice v Firencah. Te otroške figure so oblikovane s spretnostjo in raznolikostjo, niti dve nista enaki. Andrea je za cehe in zasebnike izdelal tudi veliko število reliefov Madonne in otroka, ki so bili zelo različni. Ti so pogosto uokvirjeni z realističnimi, a okrasnimi venci iz sadja in cvetja, pobarvanimi z barvnimi glazurami, glavni relief pa je bel. V bolnišnici San Paolo v bližini bazilike Santa Maria Novella so tudi številni odlični medaljoni z reliefi svetnikov, dva s podobo Kristus zdravi bolne in dva lepa portreta, pod katerimi so bele plošče z napisom »DALL ANNO 1451 ALL ANNO 1495«. Prvi od teh datumov je leto, ko je bila bolnišnica obnovljena v skladu s papeževim pismom, poslanem firenškemu nadškofu.
Arezzo ima številna glazirana dela Andrea delle Robbie in njegovih sinov: retabel v stolnici z Bogom, ki vsebuje Križanega Kristusa, obkroženega z angeli, spodaj pa klečeča figura sv. Donata in sv. Bernardina; v kapeli Campo Santo je relief Madona z otrokom s štirimi svetniki ob straneh. V Santa Mariji v Gradežu je imeniten retabel z angeli, ki držijo krono nad stoječo figuro Madone; številni majhni liki častilcev se zatekajo v gube Devičinega plašča, ki je najljubši motiv za kiparska dela, ki jih darujejo cehi ali druga podjetja. Morda najboljša zbirka del tega razreda je v La Verni, geografsko znana kot Monte Penna (kraj na gori Penna, izolirani gori s 1283 metri, v središču toskanskih Apeninov in se dviga nad dolino Casentino v osrednji Italiji), nedaleč od Arezza. Najboljši med njimi, trije veliki retabli z upodobitvami Oznanjenje, Križanje in Madona daje svoj pas Svetemu Tomažu, so verjetno delo samega Andrea, ostali pa njegovih sinov.
Leta 1489 je Andrea naredil relief Devica in dva angela, zdaj nad vrati arhivske sobe v firenškem muzeju Opera del Duomo; za to so mu plačali dvajset zlatih florinov. Istega leta je modeliral timpanonski relief na vratih stolnice v Pratu s polovično podobo Madone med sv. Štefanom in sv. Lovrencom, obdani z okvirjem angelskih glav. Leta 1491 je še vedno delal v Pratu, kjer še vedno obstajajo številni njegovi najboljši reliefi. Doprsni kip San Lino obstaja nad stranskimi vrati stolnice v Volterri, ki jo pripisujejo Andreu. Druga pozna dela so veličastni doprsni kip protonotarja (prelata) Almadiana, narejen leta 1510 za cerkev San Giovanni de' Fiorentini v Viterbu in medaljon Devica v slavi obkrožena z angeli, izdelan leta 1505 za stolnico v Pistoii. Najnovejše delo, pripisano Andrei, čeprav očitno le delo delavnice iz leta 1515, je relief, ki predstavlja Poklon Treh kraljev, narejen za cerkvico sv. Marije v Pian di Mugnone blizu Firenc.
Njegovo delavnico je po njegovi smrti vodil njegov sin Giovanni della Robbia.

## Dela
Nekatera njegova dela so:
- Medaljoni z dojenčki za bolnišnico Ospedale degli Innocenti v Firencah in Oznanjenje nad notranjim vhodom
- Srečanje sv. Frančiška in sv. Dominika v loži San Paola v Firencah
- medaljoni v bolnišnici San Paolo v bližini Santa Maria Novella [5]
- Devica časti Božanskega otroka v posteljici v Bargelu
- Kristusovo vstajenje v baziliki S. Bernardino v L'Aquili
- Madonna della Quercia v Viterbu
- Kronanje Device, oltarna slika v La Spezii, Santa Maria Assunta
- Marmornati veliki oltar S. Maria delle Grazie v Arezzu
- Veliki oltar in Santa Maria v Gradežu
- Okraski obokanega stropa in verande stare stolnice v Pistoii
- Timpanon v stolnici v Pratu
- Okraski Sante Flora in Lucilla v Santa Fiori
- Kristusovo križanje in Marijino vnebovzetje v La Verni.